# Saint-Jacques-Nazareth
Saint-Jacques-Nazareth est un quartier de l'ouest d'Angers. Ce quartier est en majorité résidentiel, mais compte quelques tours HLM. On l'appelle également parfois le quartier de la Doutre/Saint-Nicolas, puisque situé outre-Maine par rapport au Centre-ville.

## Commerces
- Commerces de la Place Bichon et de la Rue Saint-Nicolas.
- Centre commercial E.Leclerc sur le boulevard Camus.
- Marchés les Jeudis et Samedis.

## Structures
- Bibliothèque Saint-Nicolas
- Conseil de l'Ordre des Architectes du Maine-et-Loire
- CHU, en partie
- Institut Universitaire de Formation des Maîtres (IUFM d'Angers)
- Centre commercial Leclerc Camus

## Monuments
- Abbaye Saint-Nicolas d'Angers, dont la façade principale et son escalier monumental intérieur sont classés aux monuments historiques.

## Transports
Les bus du réseau Irigo (anciennement COTRA) desservent ce quartier avec les lignes 1,3,4,5,6,7,8.